# Lithops werneri
Lithops werneri es una especie de planta suculenta perteneciente a la familia  Aizoaceae que es nativa de Sudáfrica. 

## Descripción
Forma grupos de dos hojas acopladas, divididas por una fisura por donde aparecen las flores. Cada par de hojas forman el cuerpo de la planta que tiene forma cilíndrica o cónica con una superficie plana. De la fisura entre las hojas brota, en periodo vegetativo, las nuevas hojas y en cuanto se abren, las antiguas se agostan. Las flores de color amarillo.

## Taxonomía
Lithops werneri fue descrita por Schwantes & H.Jacobsen, y publicado en Cactus and Succulent Journal of Great Britain 13: 69. 1951.
Etimología
Lithops: nombre genérico que deriva de las palabras griegas: "lithos" (piedra) y "ops" (forma).
werneri: epíteto
Sinonimia
- Lithops comptonii L.Bolus (1930)
- Lithops comptonii var. weberi (Nel) D.T.Cole
- Lithops otzeniana var. weberi (Nel) B.Fearn[3]